# گارد سلطنتی (سوئد)
گارد سلطنتی سوئد (سوئدی: Högvakten) نیروهای افتخاری پادشاه، سواره نظام و پیاده‌نظام پادشاه سوئد است که وظیفه آن محافظت از خانواده سلطنتی سوئد است. گارد سلطنتی به‌طور معمول به دو قسمت تقسیم می‌شود، نگهبان اصلی مستقر در کاخ استکهلم و یک گروه کوچکتر در کاخ دروتنینگولم. واحدهای گارد سلطنتی از سال ۱۵۲۳ به‌طور مداوم از خانواده سلطنتی سوئد در استکهلم محافظت می‌کنند.
بین آوریل و آگوست، اسکادرانهای سواره با لباسهای لباس آبی روشن و کلاه ایمنی نقره ای و لباسهای آبی تیره و کلاه ایمنی سیاه در خیابان‌های استکهلم و اطراف کاخ سلطنتی رژه می‌روند. آنها با همراهی گروه موسیقی سواره، از پادگان سواره نظام کا۱ در گوردت خارج می‌شوند و برای تغییر مراسم نگهبانان حوالی ظهر (ساعت ۱ بعدازظهر روزهای یکشنبه و تعطیلات رسمی) به کاخ می‌رسند. این رویدادها هر تابستان تعداد زیادی گردشگر را به خود جلب می‌کند

## نگارخانه

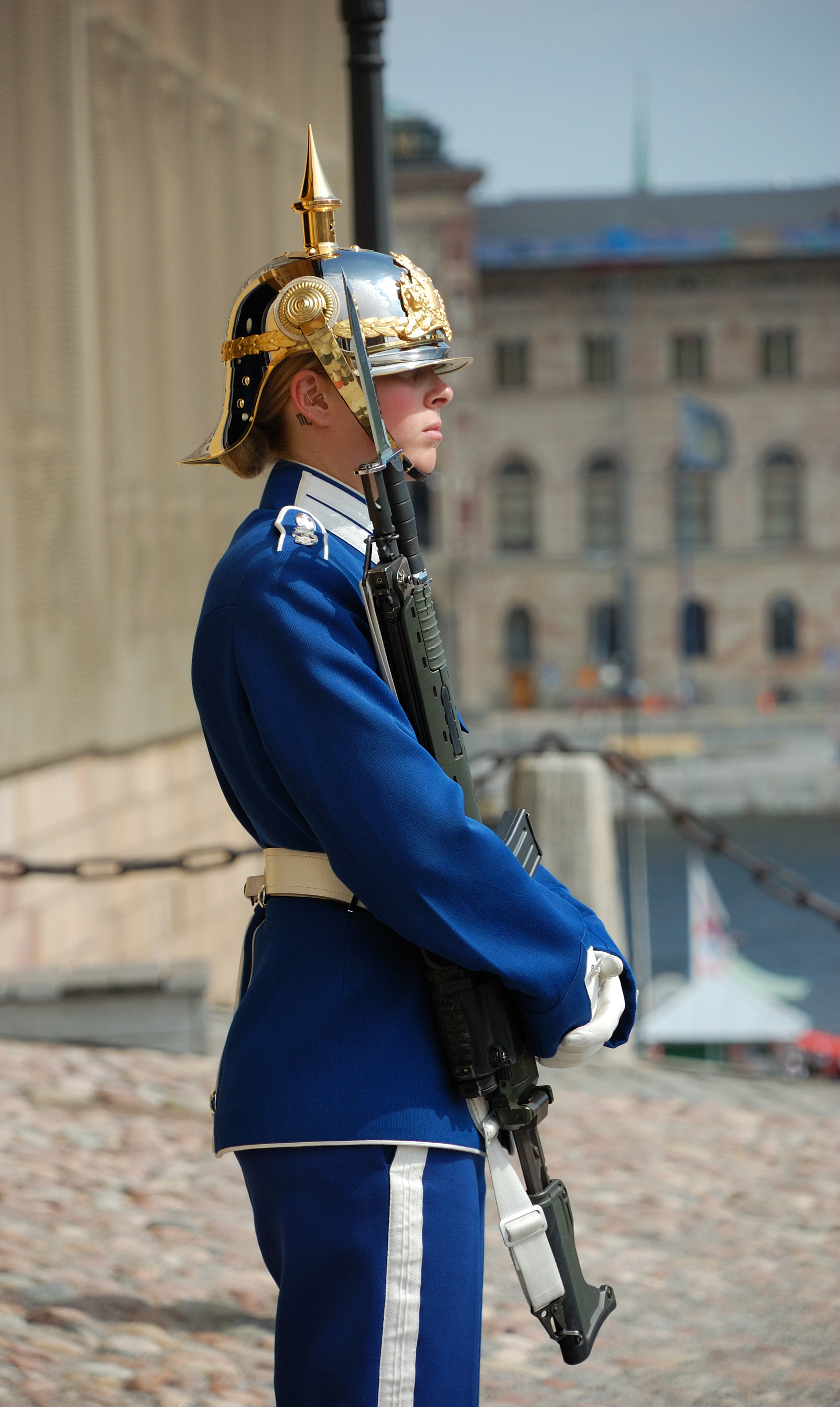
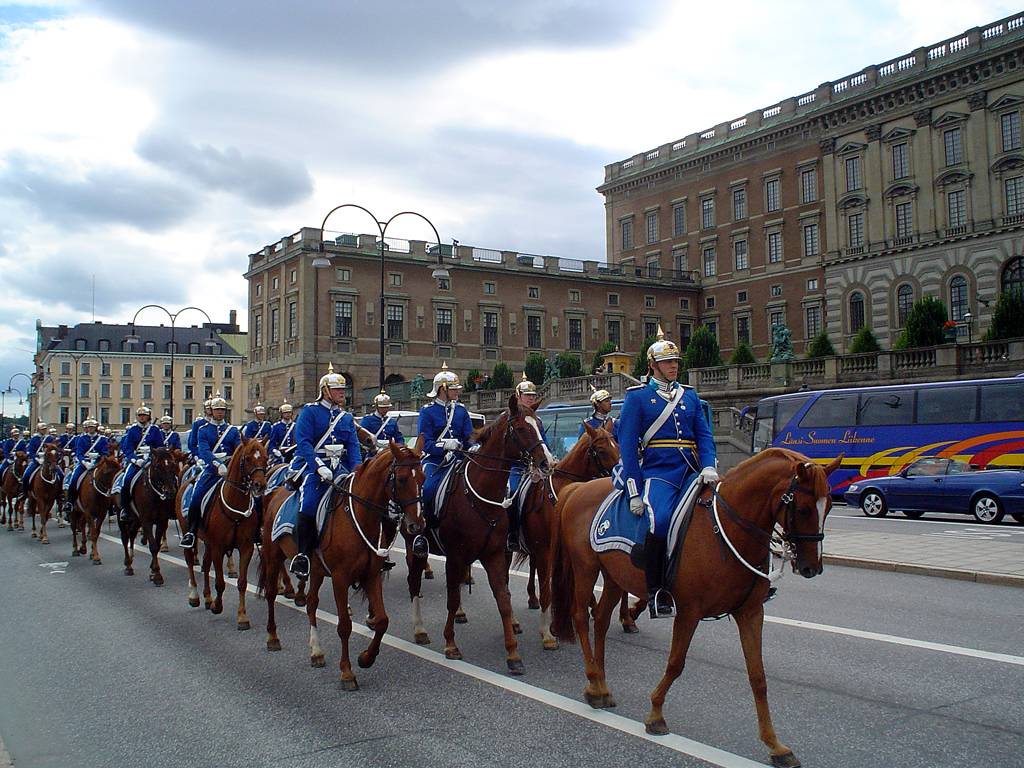
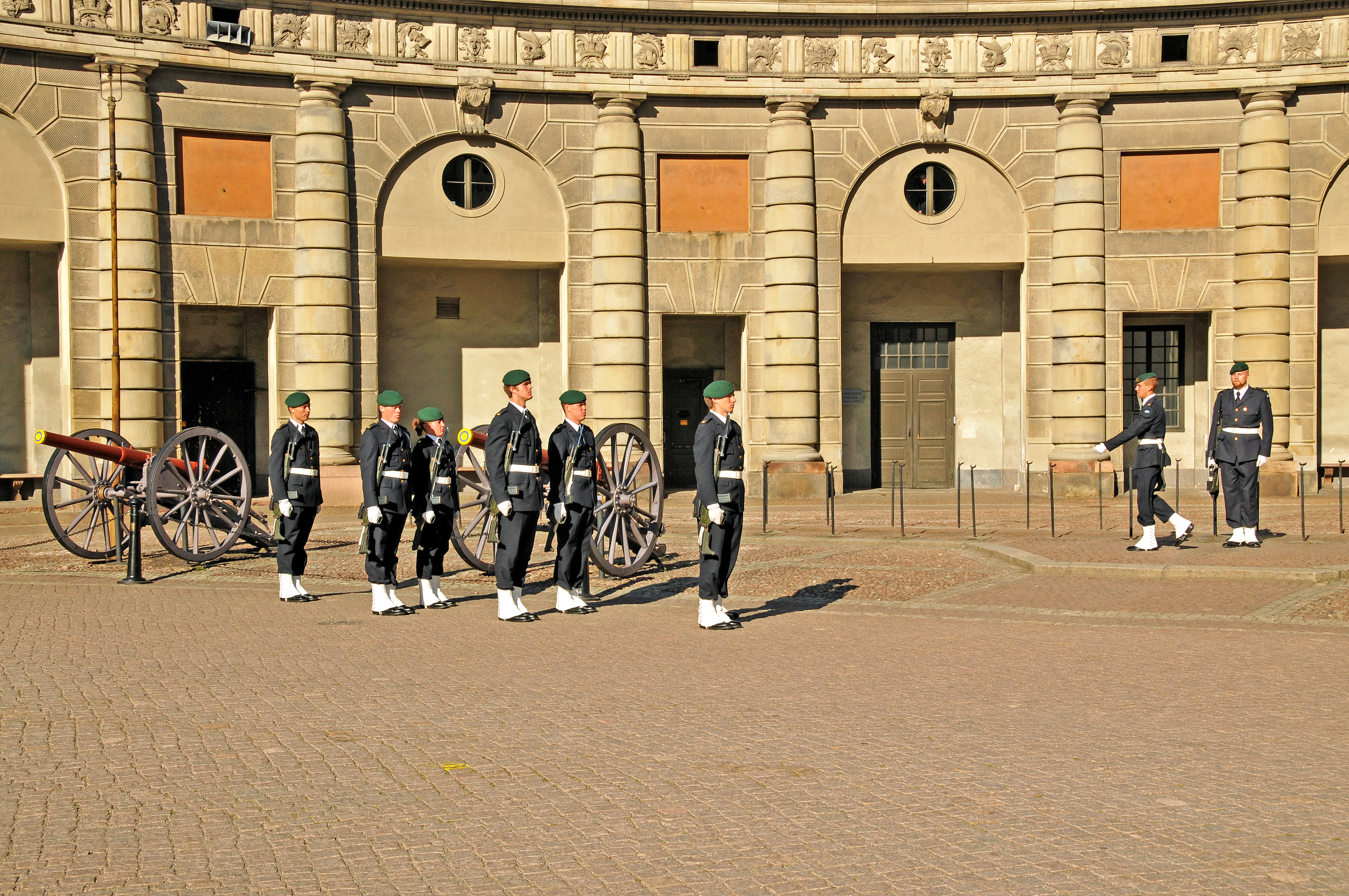
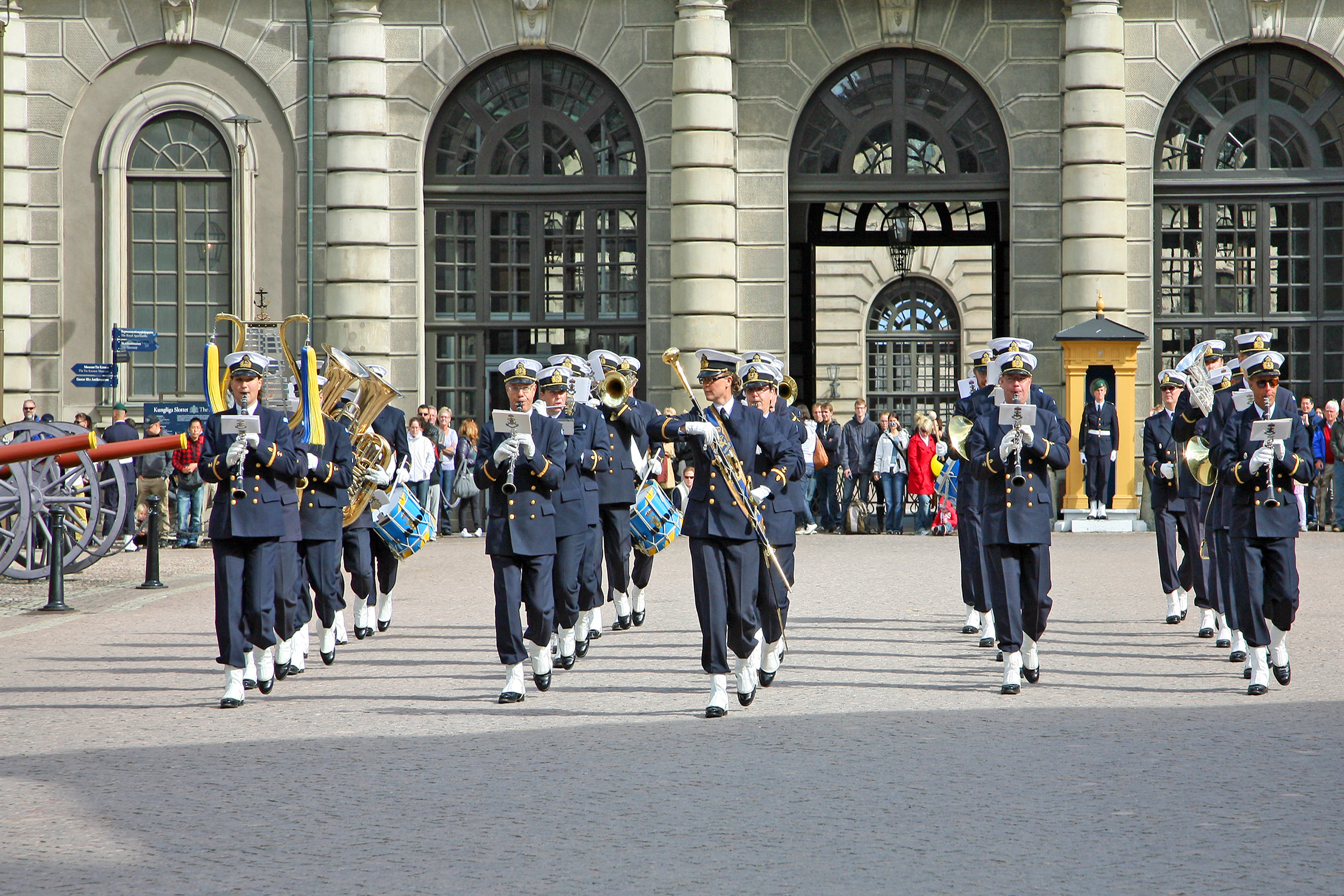
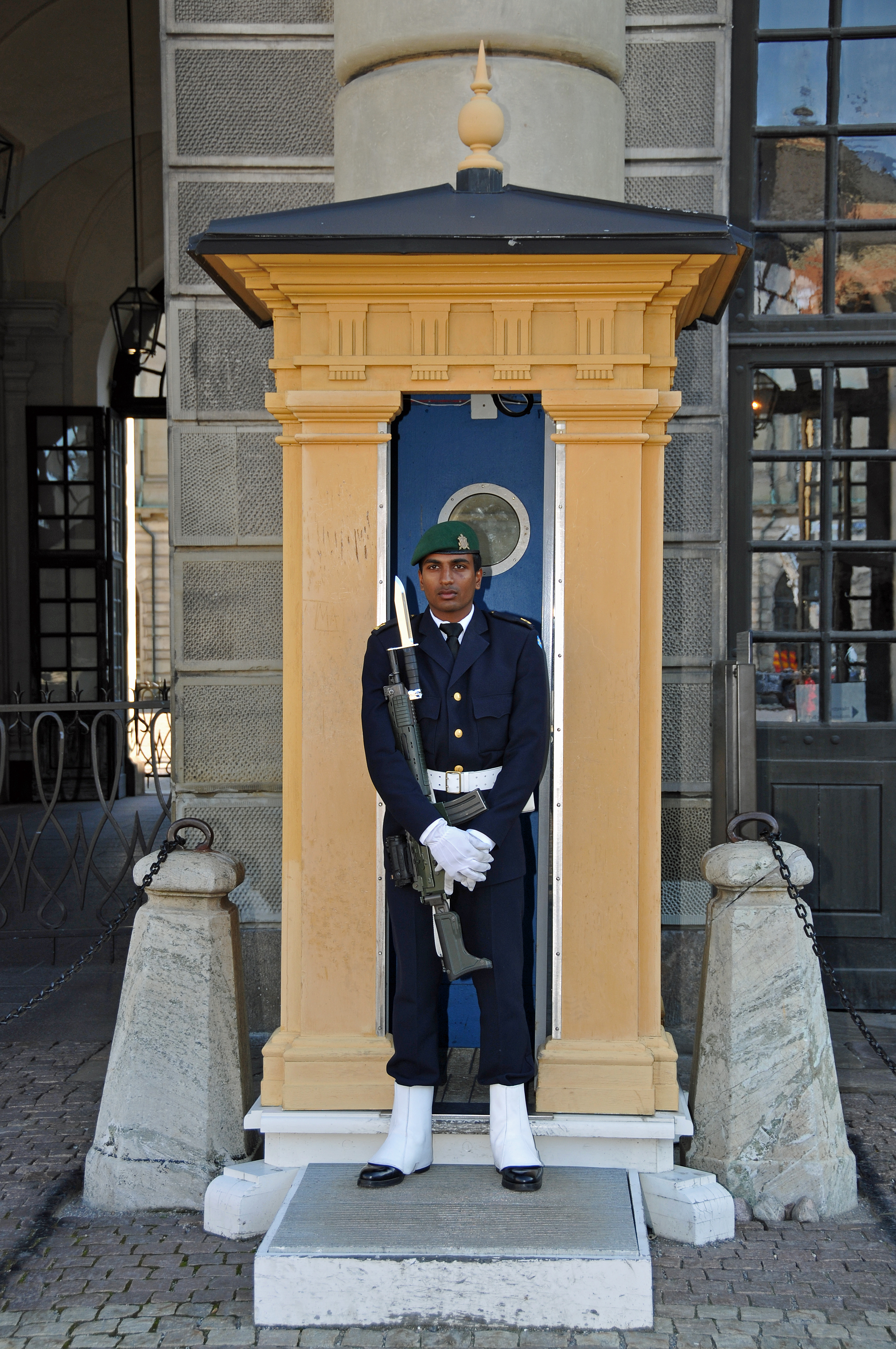
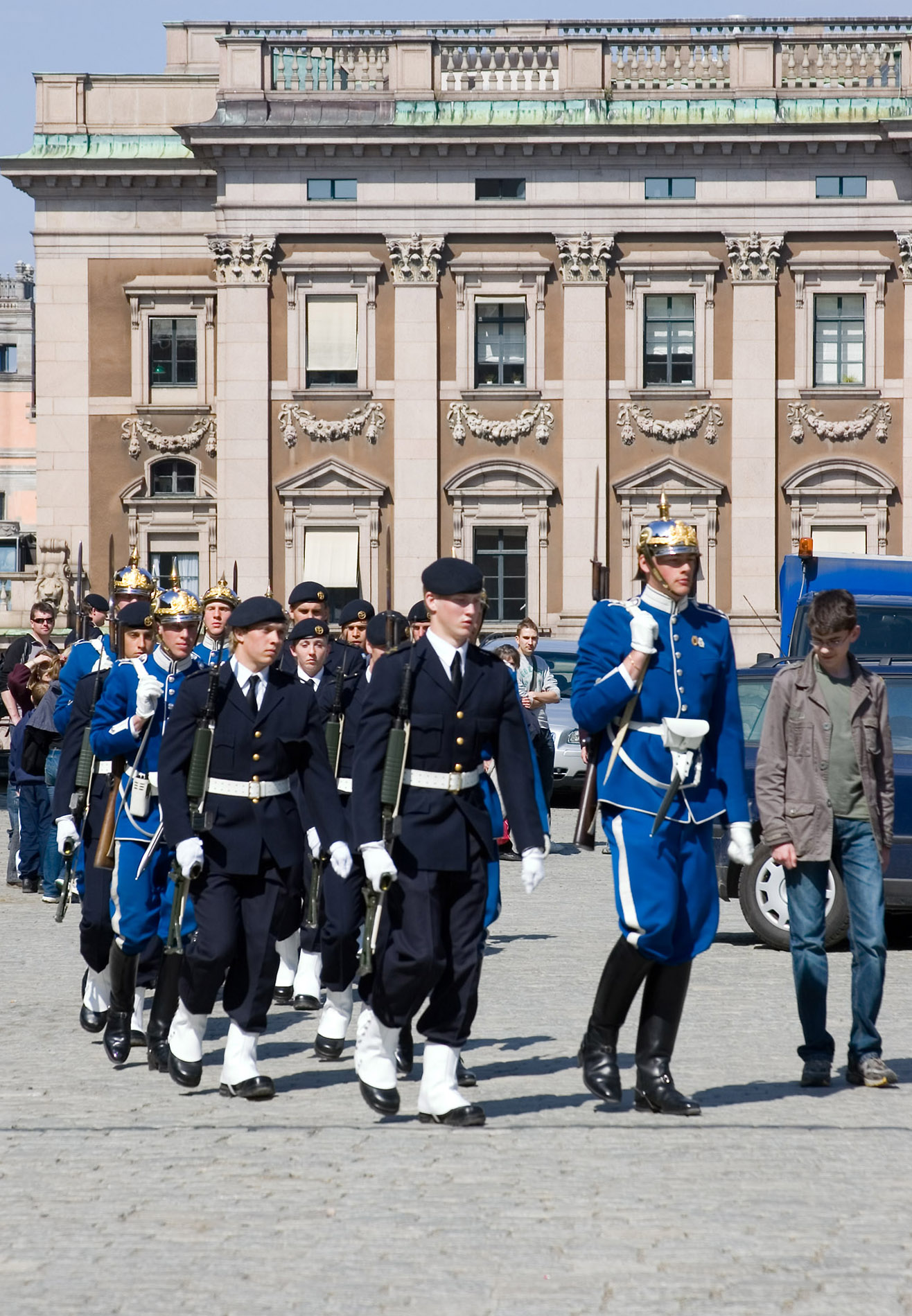
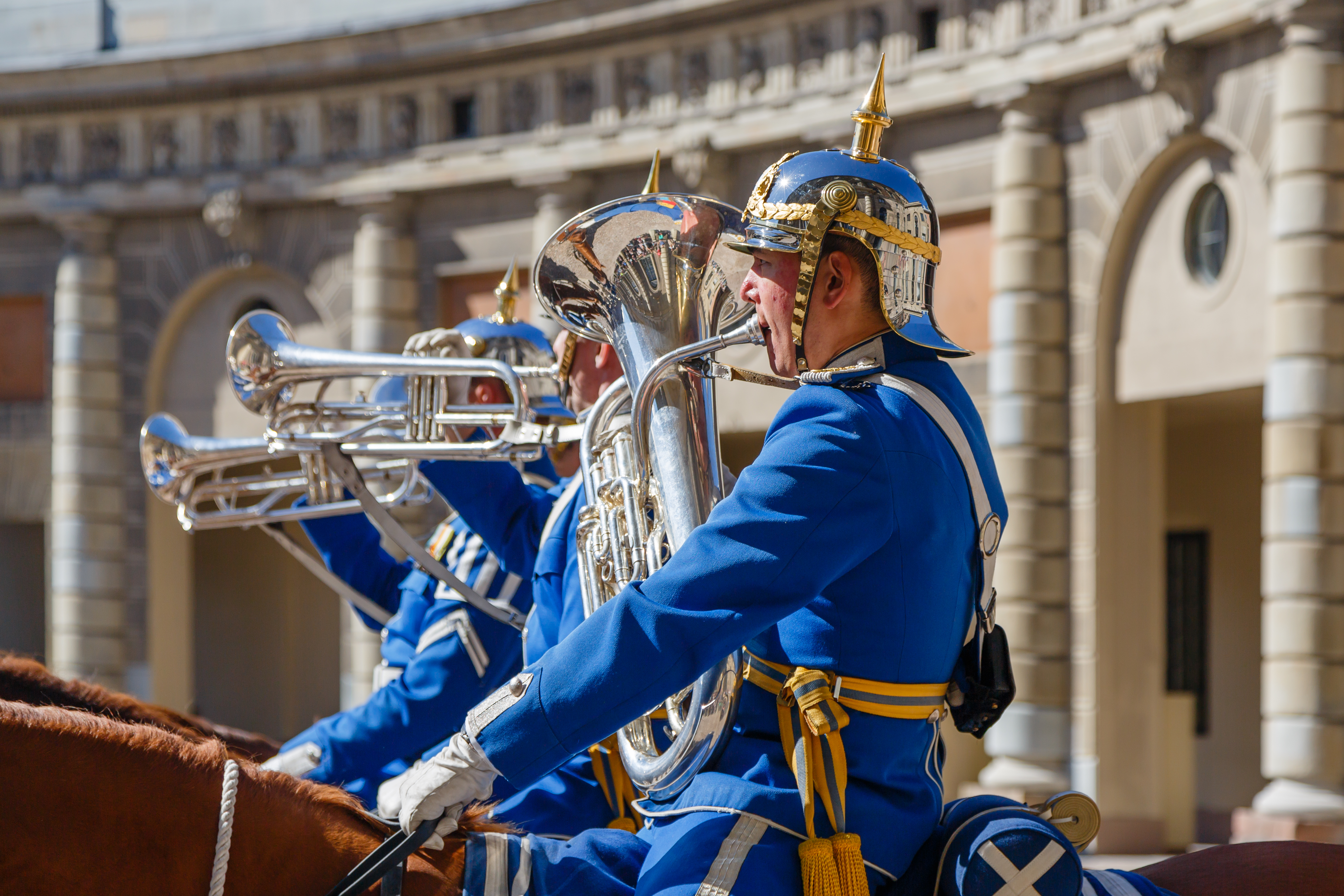